# Conflitos fronteiriços entre Afeganistão e Paquistão

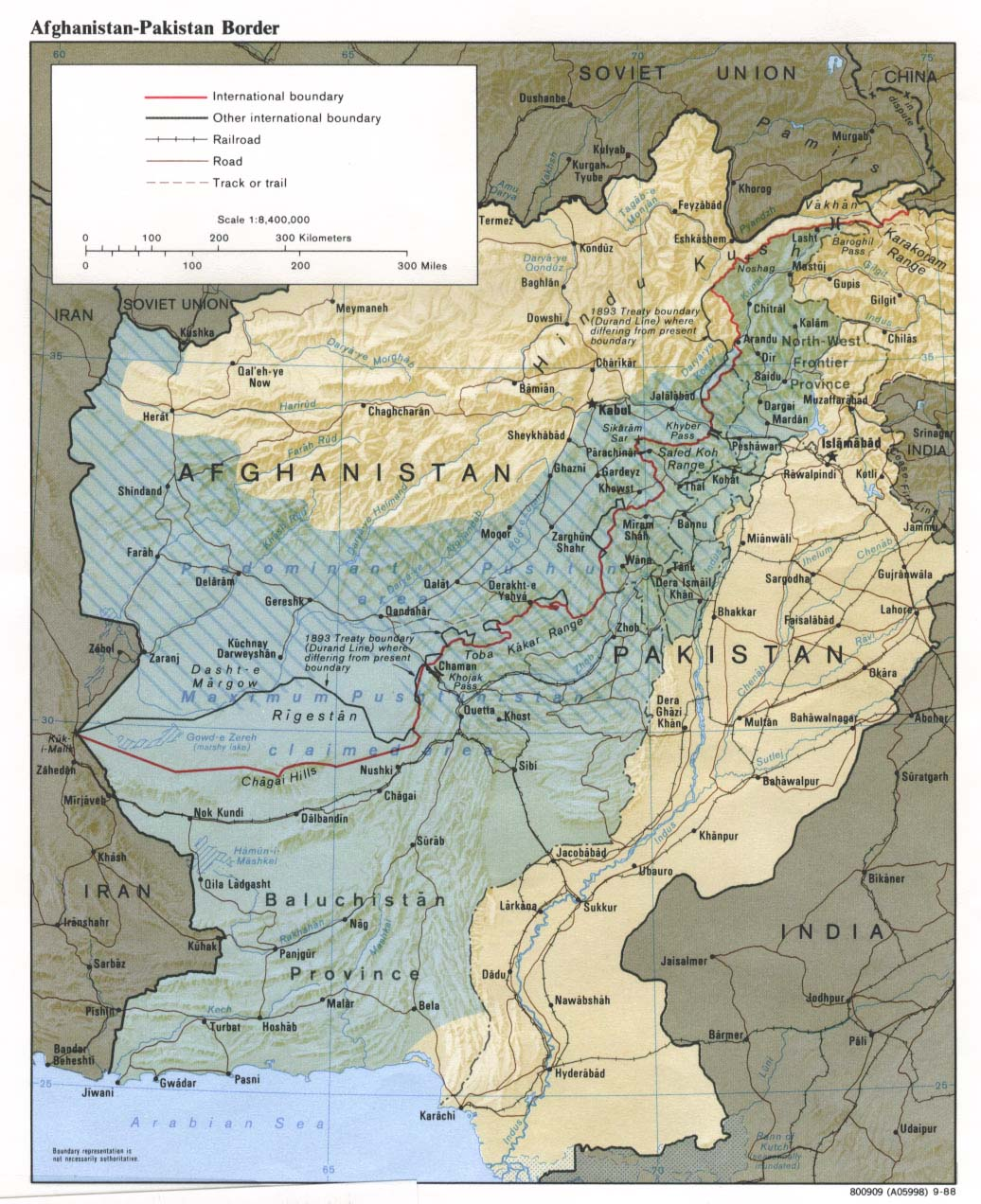
A Linha Durand entre o Afeganistão e o Paquistão (em vermelho).

As escaramuças entre o Afeganistão e o Paquistão são bombardeios transfronteiriços que têm ocorrido desde 1949 ao longo da fronteira na Linha Durand entre as forças militares do Paquistão, as forças paramilitares e as Forças Nacionais de Segurança do Afeganistão. A mais recente hostilidade começou em meados de 2003, em torno da província de Khost, no Afeganistão e continuou até 2013, depois que uma dúzia de mísseis teriam sido disparados do Paquistão, que matou uma mulher afegã e feriu várias outras na província de Kunar no Afeganistão. 
Os bombardeios transfronteiriços se intensificaram em 2011 e 2012 com muitos relatórios de diferentes ocasiões, alegando que mísseis paquistaneses atingiram áreas civis dentro  do Afeganistão na província de Nuristan, província de Kunar e na província de Nangarhar. A maior parte destes estão relacionados com os ataques de drones dos Estados Unidos no Paquistão do lado afegão, a insurgência taliban e o fato de que a fronteira nunca foi devidamente marcada. 